# 新魏斯托爾峰
45°59′19″N 7°54′13″E / 45.988726°N 7.903672°E
新魏斯托爾峰（義大利語：Neue Weisstorspitze），是南歐的山峰，位於瑞士和意大利接壤的邊境，由瓦萊州和韋爾巴諾-庫西奧-奧索拉省負責管轄，屬於本寧阿爾卑斯山脈的一部分，海拔高度3,639米。